# Revolta de Leste
A Revolta de Leste (RDL), também chamada de MPLA-Fracção Chipenda e posteriormente FNLA-Esquadrão Chipenda, foi uma tendência partidária, e depois fracção e rutura do partido angolano Movimento Popular de Libertação de Angola (MPLA). Existente ente 1972 e 1976, a fracção foi liderada por Daniel Chipenda, que lutou a Guerra de Independência de Angola contra o domínio colonial de Portugal e depois na primeira etapa da Guerra Civil Angolana. A RDL obtinha o seu apoio da etnia ovimbunda.
A partir de 1974 a RDL tornou-se uma tendência da Frente Nacional de Libertação de Angola (FNLA), até ser extinda em 1976 ao ser absorvida pelo  32º Batalhão de Elite da África do Sul.

## Histórico
Sob ordens de Agostinho Neto, Iko Carreira e Lúcio Lara, em maio de 1966, Chipenda, então membro do MPLA, abriu a exitosa "Frente Leste" (FL), expandindo significativamente o alcance das operações nacionalistas do partido em Angola. A Frente Leste era uma das várias frentes de batalha do partido MPLA em solo angolano, que incluía ainda a Frente Centro, a Frente Sul, a Frente Norte, a Frente de Cabinda e a Frente Oeste. A iniciativa de operações na Frente Leste pelo MPLA era garantida pela III Região Militar (Moxico, Cuando-Cubango e Bié) e pela IV Região Militar (Lunda, Malange e Uíge) do Exército Popular de Libertação de Angola (EPLA). Chipenda alcançou enorme prestígio em função dos êxitos militares como comandante do EPLA contra os portugueses.
Quando a FL entrou em derrocada em 1971/1972, Chipenda e o líder do MPLA Agostinho Neto, culparam-se mutuamente. Em 1972, a União Soviética apoiou a ala/tendência de Chipenda, oferecendo-lhe ajuda. Opôs-se à liderança do MPLA e desconfiava da União Soviética, apesar do apoio que dela recebia. Chipenda deixou o MPLA em 1973, fundando a Revolta de Leste com 1.500 ex-companheiros do MPLA. A Revolta de Leste também recebeu ajuda dos governos da Zâmbia e do regime de apartheid da África do Sul.
Em 1973, a União Soviética convidou Agostinho Neto para ir a Moscovo e informou-o que Chipenda planeava assassiná-lo. Chipenda levou a RDL a aderir à FNLA em setembro de 1974  com as forças da RDL a lutar oficialmente contra o MPLA a partir de fevereiro de 1975.
Recuando de Luanda após a derrota na batalha de Quifangondo em novembro de 1975, a RDL, então já conhecida como "FNLA-Esquadrão Chipenda", ocupou a zona do rio Cubango, no sul do país, entre Menongue e Dirico, além da base de Cuito Cuanavale, unidades sob comando de Chipenda. Em março de 1976, no avanço das tropas angolano-cubanas, e sem armamento e pessoal para enfrentá-los, a RDL abandonou Angola e fugiu para a Namíbia (na altura ocupada pela África do Sul), tornando-se a base principal de formação do 32º Batalhão de Elite da África do Sul, a legião estrangeira do regime do apartheid. O 32º Batalhão foi reforçado ainda por soldados da UNITA, também fugidos do avanço das tropas angolano-cubanas, participando em incursões do regime do apartheid em Angola. A RDL, portanto, chegou ao fim ao ser absorvida pela África do Sul.